# Институт „Кинси“
Институтът за изследване на секса, пола и репродуктивността „Кинси“, често наричан само Институт Кинси, е научно учреждение, поставило си за цел да „съдейства на междудисциплинарните изследвания и изучаването на човешката сексуалност, джендър и възпроизводство“.
Институтът е основан като Институт за изследване на секса към Университета на Индиана в гр. Блумингтън, щата Индиана през 1947 г. от Алфред Кинси, който по онова време е ентомолог и зоолог в Университета. Първоначално целите на Института са да се изучат човешката сексуалност и сексуалното поведение на човека.
През 1948 и 1953 г. Институтът „Кинси“ публикува 2 монографии за сексуалността на човека, широко известни като Докладите Кинси – „Сексуалното поведение на мъжа“ и „Сексуалното поведение на жената“. След тях самият институт, докладите на Кинси и личността на самия Кинси стават обект на остри спорове, критики и дори нападки.
Сред функциите на института е да се съхранят материалите от първичните изследвания на Кинси, послужили за основа при публикуването на „Докладите Кинси“ и последвалите публикации на института, осигуряването на достъп до материалите за нови изследвания и опазване на конфиденциалността на респондентите на „Кинси“.